# Fuji Dream Airlines
Fuji Dream Airlines Co., Ltd. (FDA) (株式会社フジ ドリーム エアラインズ?, Kabushiki-gaisha Fuji Dorīmu Earainzu) è una compagnia aerea regionale giapponese con sede a Makinohara, nella prefettura di Shizuoka, con hub principale presso l'aeroporto di Shizuoka. La compagnia iniziò a operare il 23 luglio 2009 con voli dalla sua città Shizuoka.

## Storia

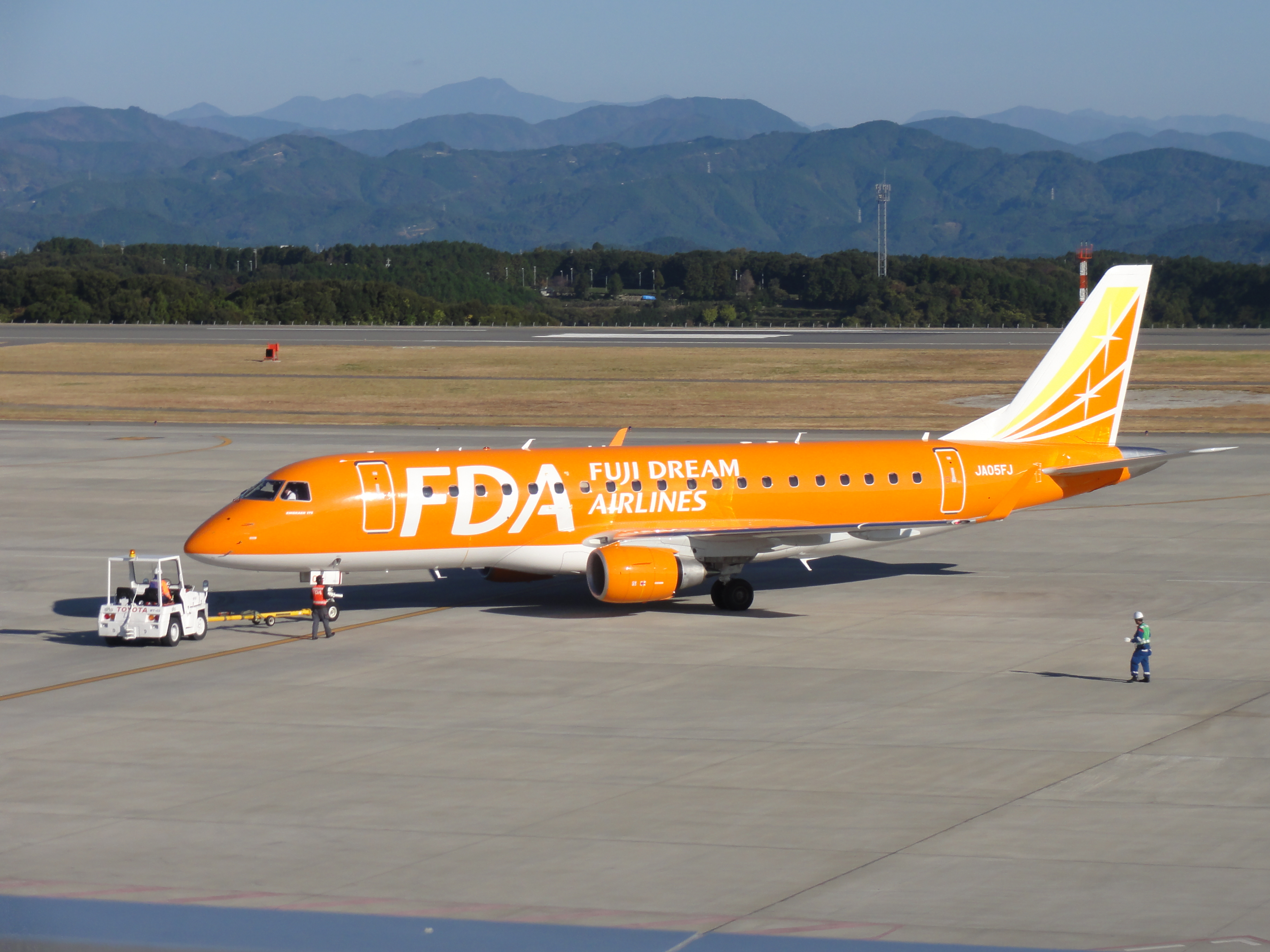
Un Embraer E-Jet FDA in livrea arancione all'aeroporto di Shizuoka.

Fuji Dream Airlines (FDA) fu fondata il 24 giugno 2008 su iniziativa dell'attuale presidente e CEO Yohei Suzuki, con un capitale iniziale pari a ¥ 450 milioni. La compagnia aerea è una società controllata interamente dalla Suzuyo & Co., Ltd., i quali specifici interessi commerciali riguardano spedizioni, operazioni portuali e operazioni di dogana, nonché relativi magazzinaggio e distribuzione.
La Suzuyo & Co., Ltd. il 30 novembre 2007 sottoscrisse per conto della futura FDA un contratto di fornitura con la brasiliana Embraer per l'acquisto di due velivoli della serie E-Jets, gli Embraer 170, con un'opzione per l'acquisto di un terzo esemplare addozionale. Il valore del contratto, se esercitato, fu stimato attorno agli $ 87 milioni. A quel tempo la compagnia, ancora formalmente non costituita, fu il secondo cliente Embraer per il mercato giapponese. Il 27 ottobre 2008, Embraer ricevette il certificato di tipo dal Japan Civil Aviation Bureau (JCAB) per operare con gli Embraer 170 E-Jets in Giappone e la compagnia ricevette il suo primo Embraer 170 a fusoliera stretta il 20 febbraio 2009. La configurazione interna del nuovo modello era a 76 posti a sedere in una singola classe.
Il 15 giugno 2009, il contratto tra Embraer e la compagnia aerea venne modificato, dove venne concretizzata l'intenzione di quest'ultima per acquisire l'Embraer 175 da 84 posti, il primo dei quali venne consegnato nel gennaio 2010. Il 22 ottobre 2010 venne sottoscritto un nuovo contratto che prevedeva l'acquisto di un Embraer 175 con configurazione a 84 posti più uno opzionale.
La compagnia compì il suo volo inaugurale il 23 luglio 2009. Le sue operazioni includevano due voli giornalieri dalla città della sede Shizuoka con destinazione Komatsu ed un volo giornaliero ciascuno verso Kagoshima e Kumamoto. Il 1 aprile 2010 iniziò tre voli giornalieri con destinazione Fukuoka e uno al giorno per Sapporo.
Fuji Dream Airlines (FDA) firmò un contratto per due Embraer 175 durante una cerimonia tenutasi presso la sede della società madre della compagnia, Suzuyo Corp. a Shimizu, in Giappone. Il valore complessivo della transazione fu di 81,6 milioni di dollari, al prezzo di listino. Entrambi i velivoli erano configurati in classe unica con 84 posti a sedere. Questo ordine portò il totale dei velivoli della flotta, interamente composta di modelli E-Jet, a otto unità complessive.

## Flotta

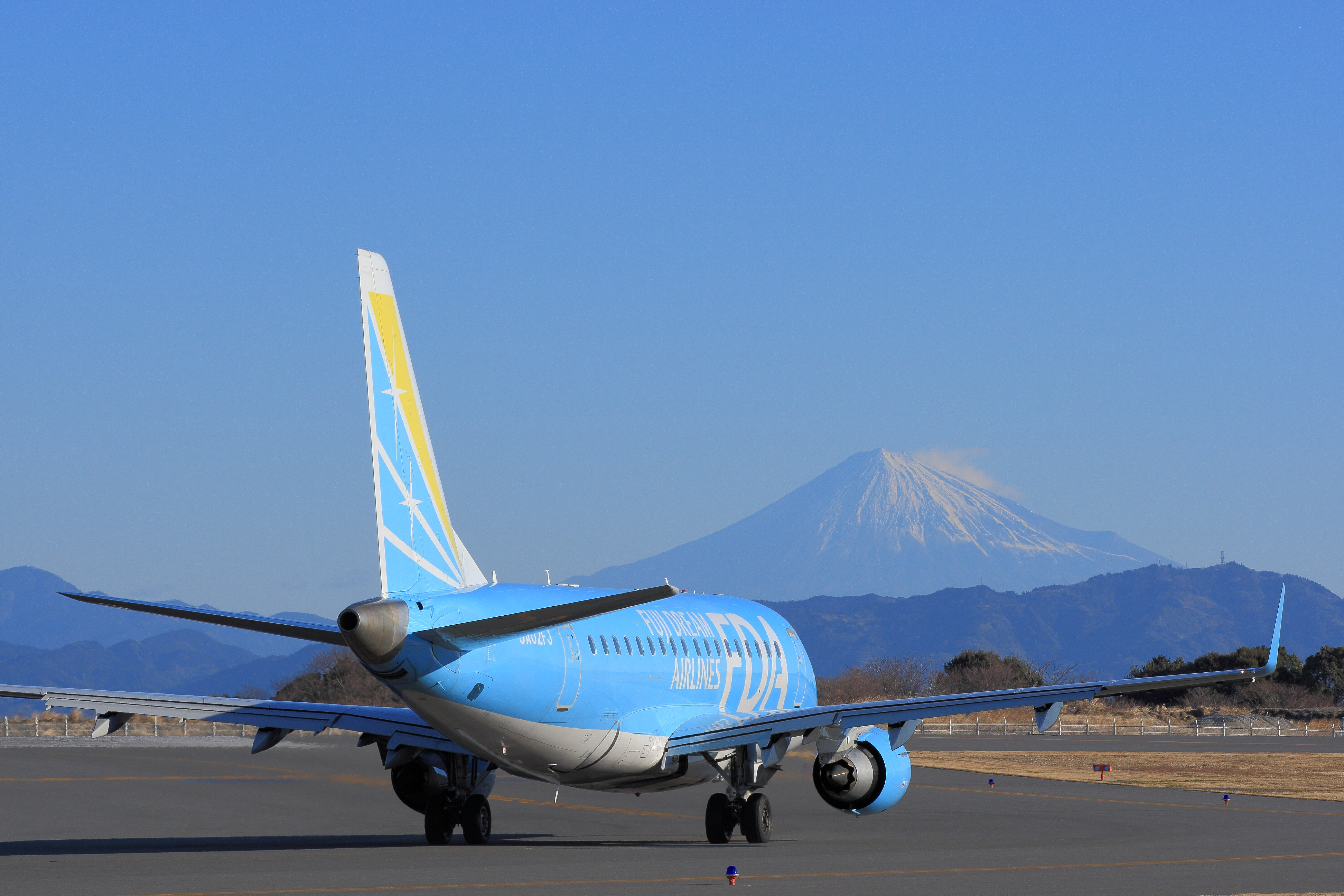
Un Embraer 170 Fuji Dream Airlines (JA02FJ) in livrea blu chiaro all'aeroporto di Shizuoka.

A marzo 2015, Fuji Dream Airlines operava con i seguenti velivoli dall'età media di 1,1 anni: